# Snoqualmie (rivière)
Pour les articles homonymes, voir Snoqualmie.
La rivière Snoqualmie est une rivière qui s’écoule dans l’État de Washington au nord-ouest des États-Unis. La rivière, qui est un affluent du fleuve Snohomish, draine une partie du versant occidental de la chaîne des Cascades.

## Description
Les principaux affluents de la rivière se nomment  North Fork Snoqualmie (« bras nord de la Snoqualmie »), Middle Fork Snoqualmie (« bras central de la Snoqualmie ») et South Fork Snoqualmie (« bras sud de la Snoqualmie »). Tous ces affluents prennent leurs sources à l’ouest de la chaîne des Cascades à proximité ou dans l’Alpine Lakes Wilderness,.
Les eaux de la rivière s’ajoutent aux eaux de la rivière Skykomish pour former le fleuve Snohomish. Ce dernier continue sa course vers l’ouest pour terminer sa course dans la baie de Port Gardner, une portion du Puget Sound.
Les autres affluents de la rivière sont les rivières Taylor, Pratt, Tolt et Raging. La rivière connaît régulièrement des crues qui inondent des zones agricoles et bloquent certaines infrastructures routières.